# Провіденс (телесеріал)
«Провіденс» (англ. Providence) — американський драматичний телесеріал з Меліною Канакаредес у головних ролях, що транслювалася на каналі NBC з 9 січня 1999 року по 20 грудня 2002-го — всього було відзнято п'ять повних сезонів, 96 серій. У зйомках було задіяно багато режисерів, сценарії для різних серій писали різні сценаристи.

## Сюжет
Події серіалу розгортаються довкола доктора Сідні Гансен, яка кидає престижну роботу пластичного хірурга в одній з клінік Беверлі-Гіллз і повертається до сім'ї у своє рідне місто Провіденс. Там дівчина живе разом з батьком Джимом, братом Роббі, сестрою Джоанн і дочкою сестри Ганною. Вся родина живе у великому будинку, який є за сумісництвом ветеринарною клінікою. Мати Сідні помирає у першій серії, але, тим не менш, продовжує відвідувати дівчину у вигляді примари, допомагаючи їй різними порадами. Серіал закінчується вельми несподівано, двосерійним весільним епізодом. Незавершена кінцівка була задумана каналом NBC спеціально, так як в березні 2003 року вони планували розпочати зйомки продовження. Однак плани зірвалися, коли від участі в шостому сезоні відмовилися деякі ключові актори, в тому числі головна актриса Меліна Канакаредес.

## Рейтинги
| Сезон | Прем'єра        | Фінал          | Показ     | Рейтинг | Глядачі (у млн) |
| ----- | --------------- | -------------- | --------- | ------- | --------------- |
| 1-й   | 8 січня 1999    | 21 травня 1999 | 1999      | #18     | 13,9            |
| 2-й   | 24 вересня 1999 | 19 травня 2000 | 1999-2000 | #25     | 13,14           |
| 3-й   | 20 жовтня 2000  | 18 травня 2001 | 2000-2001 | #43     | 11,5            |
| 4-й   | 28 вересня 2001 | 10 травня 2002 | 2001-2002 | #36     | 11,4            |
| 5-й   | 4 жовтня 2002   | 20 грудня 2002 | 2002      | #39     | 10,9            |